# 岩間和夫
岩間和夫（日语：／ Iwama Kazuo，1919年2月7日—1982年8月24日），日本科學家、企業家。其最大的貢獻在於推動電荷耦合元件（CCD）的研究，讓昂貴的攝影機得以轉變成為普及的消費品。人稱岩間和夫為“CCD小子”。

## 生平
來自愛知縣名古屋市富有的家庭，教養良好，被下屬越智成之形容是個真正的紳士，且非常重視與人的相處，相信要認識一個人就要多打聽小道消息。1976年1月起擔任索尼公司第四任總經理（社長），直到1982年病逝為止。
在1970年代將CCD列為重點發展計畫，投資大筆資金但一直沒有回饋引起內部議論，甚至大賀典雄都強力反對。但岩間仍堅持繼續研究改進，十年內投資在CCD上的經費高達兩億美元，但到了1982年，CCD晶片終於開始運交生產，岩間和夫卻因癌症去世，並沒有看見他的夢想實現，以及之後CCD所帶來的利益與其龐大的影響。